# Funkcja wykładnicza
Uzasadnienie: To synonimy; przykładowo wersja angielska nie rozdziela tych haseł.

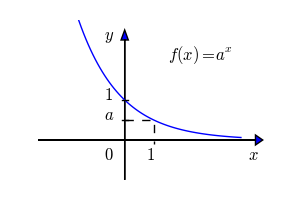
Wykres przykładowej funkcji wykładniczej gdzie w kartezjańskim układzie współrzędnych

Funkcja wykładnicza, funkcja eksponencjalna – dwojako definiowany typ funkcji matematycznej:
- w sensie szerokim jest to dowolna funkcja postaci {\displaystyle f(x)=a^{x},} gdzie {\displaystyle a>0}[2]. Liczba {\displaystyle a} – podstawa tej potęgi – jest nazywana podstawą funkcji wykładniczej;
- w sensie wąskim jest to funkcja opisana powyższym wzorem przy dodatkowym warunku {\displaystyle a\neq 1} – wyklucza się przypadek {\displaystyle a=1,} kiedy ten wzór daje funkcję stałą[3][4][5].

Dziedziną takich funkcji może być cała oś rzeczywista {\displaystyle (f\colon \mathbb {R} \to \mathbb {R} )} lub płaszczyzna zespolona {\displaystyle (f\colon \mathbb {C} \to \mathbb {C} ).} W pierwszym wypadku:
- zbiorem wartości jest półoś wszystkich liczb dodatnich {\displaystyle (\mathbb {R} _{+})} – funkcja ta jest ograniczona z dołu, ale nie z góry;
- funkcje te są monotoniczne w całej dziedzinie: dla {\displaystyle a>1} są rosnące, a dla {\displaystyle 0<a<1} – malejące[3];
- w związku z powyższymi faktami:
  - granicą takich funkcji w jednej z nieskończoności jest zero; oś pozioma jest dla nich asymptotą jednostronną[4] – lewostronną dla funkcji rosnących i prawostronną dla malejących;
  - granica w drugiej nieskończoności jest niewłaściwa;
- funkcje te są ciągłe[3], a do tego gładkie i analityczne; ich rozwinięcie w szereg podano w dalszej sekcji;
- wykresy takich funkcji w kartezjańskim układzie współrzędnych są znane jako krzywe wykładnicze[6][4].

Funkcjami wykładniczymi definiuje się inne, np. logarytmy, funkcje hiperboliczne i pośrednio polowe (area), a wzór Eulera opisuje związek funkcji wykładniczych z trygonometrycznymi. Te wszystkie rodziny funkcji są zaliczane do elementarnych. Z funkcji wykładniczych korzystają różne działy matematyki, nauk empirycznych i technicznych.

## Własności

### Algebraiczne
- {\displaystyle a^{x+y}=a^{x}\cdot a^{y},}
- {\displaystyle a^{x-y}={\frac {a^{x}}{a^{y}}}.}

### Analityczne
- Funkcja wykładnicza o podstawie {\displaystyle a>1} jest (przy argumencie dążącym do {\displaystyle +\infty }) asymptotycznie większa niż funkcja wielomianowa, mniejsza zaś niż silnia.

- Pochodna funkcji wykładniczej to:

{\displaystyle {\begin{aligned}(a^{x})'&=\lim _{\Delta x\to 0}{\frac {a^{x+\Delta x}-a^{x}}{\Delta x}}=\\&=\lim _{\Delta x\to 0}a^{x}{\frac {a^{\Delta x}-1}{\Delta x}}=\\&=a^{x}\lim _{\Delta x\to 0}{\frac {a^{\Delta x}-1}{\Delta x}}=\\&=a^{x}\ln a;\end{aligned}}}
dowód jest w artykule: logarytm naturalny.
W szczególności dla {\displaystyle a=e} zachodzi:
{\displaystyle (e^{x})'=e^{x}.}

## Eksponens

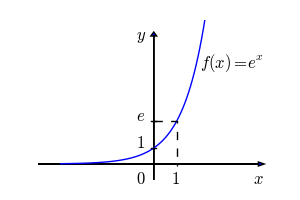
Wykres funkcji zwanej eksponensem, w kartezjańskim układzie współrzędnych; liczba to podstawa logarytmu naturalnego.

Szczególnym przypadkiem funkcji wykładniczej jest ta o podstawie równej {\displaystyle e} – podstawie logarytmu naturalnego. Innym oznaczeniem takiej funkcji jest {\displaystyle \exp(x)} nazywane krótko eksponensem.
Cechą funkcji {\displaystyle f(x)=e^{x}} jest to, że jej pochodna jest równa jej samej. Zastosowanie metody łamanych Eulera do rozwiązywania równania różniczkowego
{\displaystyle {\dot {x}}=x}
przy warunku początkowym
{\displaystyle x(0)=1}
daje wzór na funkcję eksponencjalną:
{\displaystyle \exp(x)=\lim _{n\to \infty }\left(1+{\tfrac {x}{n}}\right)^{n}.}
Eksponens jako funkcję analityczną na mocy twierdzenia Taylora można rozwinąć w szereg potęgowy: {\displaystyle \sum _{n=0}^{\infty }{\frac {x^{n}}{n!}}.}

## Dziedzina zespolona

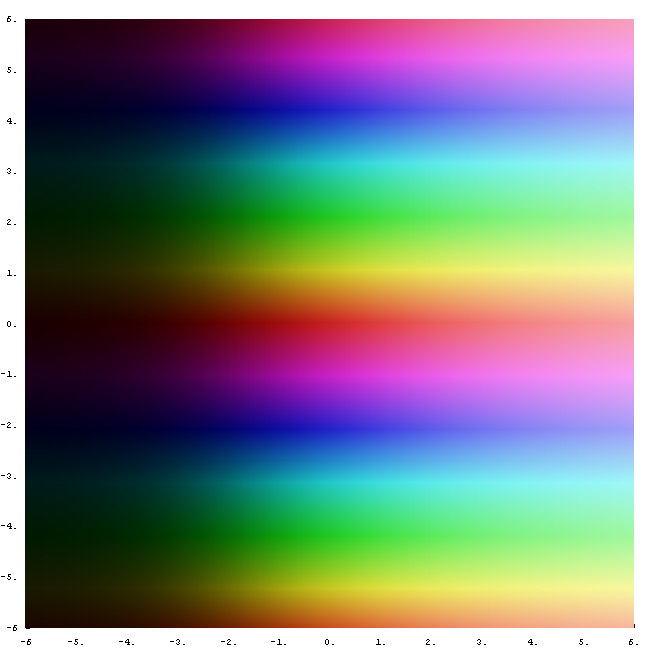
Wykres na płaszczyźnie zespolonej uzyskany techniką kolorowania dziedziny

Funkcję eksponencjalną łatwo uogólnić na ciało liczb zespolonych. Jedną z metod jest wykorzystanie rozwinięcia funkcji w szereg Taylora i podstawienie zespolonego argumentu w miejsce rzeczywistego:
{\displaystyle e^{z}=\sum _{n=0}^{\infty }{\frac {z^{n}}{n!}}.}
Jest to funkcja okresowa z okresem {\displaystyle 2\pi i} i można ją zapisać jako:
{\displaystyle e^{a+bi}=e^{a}(\cos b+i\sin b),}
gdzie {\displaystyle a} i {\displaystyle b} to odpowiednio współczynniki części rzeczywistej i urojonej danej liczby zespolonej.
Funkcja eksponencjalna w dziedzinie liczb zespolonych zachowuje następujące własności
- {\displaystyle e^{z+w}=e^{z}e^{w},}
- {\displaystyle e^{0}=1,}
- {\displaystyle e^{z}\neq 0,}
- {\displaystyle {\frac {d}{dz}}e^{z}=e^{z},}
- {\displaystyle (e^{z})^{n}=e^{nz},\ n\in \mathbb {Z} }

dla wszystkich {\displaystyle z} i {\displaystyle w.}
Funkcja eksponencjalna jest całkowita i holomorficzna w całym zbiorze liczb zespolonych. Jej wartościami są wszystkie liczby zespolone z wyjątkiem 0.

## Przykłady i zastosowania

### Matematyka
- Notacja wykładnicza do zapisywania dużych liczb. Nazwy dużych liczb (większych niż miliard) są niewygodne w użyciu i różnią się między krajami, prowadząc do potencjalnych nieporozumień.
- Funkcja wykładnicza razem z odpowiednim logarytmem pozwala sprowadzać mnożenie i dzielenie do dodawania i odejmowania. To miało znaczenie w czasach tablic i suwaków logarytmicznych, używanych przed rozpowszechnieniem się kalkulatorów.
- Ciąg geometryczny oraz suma szeregu geometrycznego, por. procent składany.
- Ciąg Fibonacciego jest opisany wzorem Bineta zawierającym funkcję wykładniczą. Podobnie jest z każdym ciągiem rekurencyjnym.
- Kombinatoryka: liczba wariacji z powtórzeniami jest wykładniczą funkcją długości ciągu. Przykładowo liczba możliwych haseł jest wykładniczą funkcją jego długości.
- Rozkład normalny jest opisany przez złożenie funkcji wykładniczej z kwadratową.
- Funkcja gęstości prawdopodobieństwa rozkładu Poissona zawiera funkcję wykładniczą.
- Funkcje hiperboliczne są zdefiniowane przez funkcję wykładniczą.
- Algorytmika: niektóre problemy mają złożoność wykładniczą.

### Fizyka
- Zależność prędkości od czasu w ruchu z oporem ośrodka jest opisana funkcją wykładniczą: zarówno przy liniowej zależności siły oporu od prędkości (prawo Stokesa), jak i przy zależności kwadratowej.
- Ładowanie i rozładowywanie kondensatora jest opisane wykładniczą funkcją czasu[2]. Analogicznie jest z napięciem i natężeniem prądu w obwodzie prądu stałego z cewką.
- Tłumienie silne oraz krytyczne drgań sprawia, że zmiany są opisane funkcją wykładniczą.
- Rozkład Maxwella w fizyce statystycznej.
- Funkcja wykładnicza pojawia się w rozkładzie Plancka opisującym promieniowanie cieplne ciał.
- Odkryty przez Rutherforda czas połowicznego rozpadu pozwala modelować radioaktywność przez funkcję wykładniczą.

### Inne nauki
- Liczebność populacji w idealnych warunkach rośnie wykładniczo.
- Prawo Moore’a w elektronice i informatyce.